# Спрус-Крік Тауншип (округ Гантінгдон, Пенсільванія)
Спрус-Крік Тауншип (англ. Spruce Creek Township) — селище (англ. township) в США, в окрузі Гантінгдон штату Пенсільванія. Населення — 199 осіб (2020).

## Демографія
Згідно з переписом 2010 року, у селищі мешкало 240 осіб у 109 домогосподарствах у складі 67 родин. Було 150 помешкань
Расовий склад населення:
| - 97,9 % — білих - 0,8 % — вихідців з тихоокеанських островів - 0,4 % — чорних або афроамериканців |

До двох чи більше рас належало 0,4 %. Частка іспаномовних становила 0,8 % від усіх жителів.
За віковим діапазоном населення розподілялося таким чином: 19,6 % — особи молодші 18 років, 59,6 % — особи у віці 18—64 років, 20,8 % — особи у віці 65 років та старші. Медіана віку мешканця становила 48,2 року. На 100 осіб жіночої статі у селищі припадало 118,2 чоловіків;  на 100 жінок у віці від 18 років та старших — 116,9 чоловіків також старших 18 років.
Середній дохід на одне домашнє господарство  становив 68 103 долари США (медіана — 61 667), а середній дохід на одну сім'ю — 82 832 долари (медіана — 74 583). Медіана доходів становила 49 375 доларів для чоловіків та 31 750 доларів для жінок. За межею бідності перебувало 2,9 % осіб, у тому числі 0,0 % дітей у віці до 18 років та 4,0 % осіб у віці 65 років та старших.
Цивільне працевлаштоване населення становило 160 осіб. Основні галузі зайнятості: освіта, охорона здоров'я та соціальна допомога — 25,6 %, роздрібна торгівля — 13,1 %, фінанси, страхування та нерухомість — 10,0 %, виробництво — 8,8 %.